# Eysink

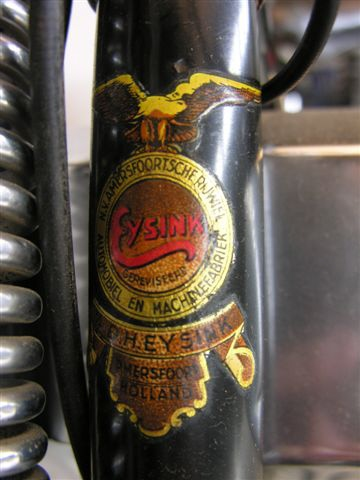
Eysink Logo

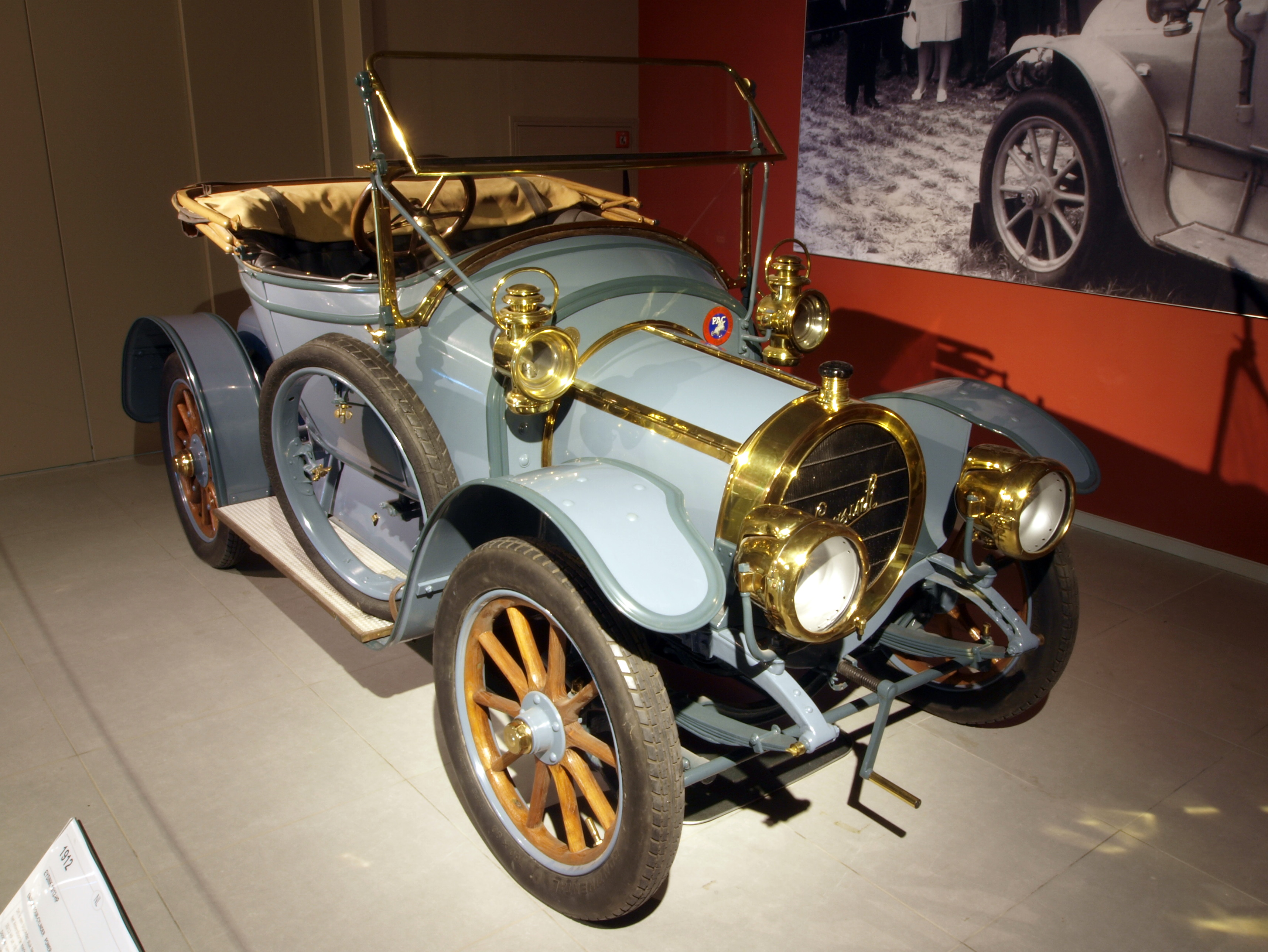
Eysink von 1912

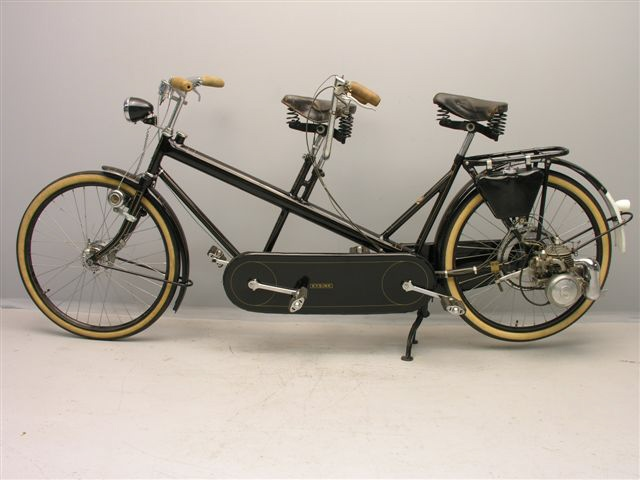
Eysink Tandem 1951

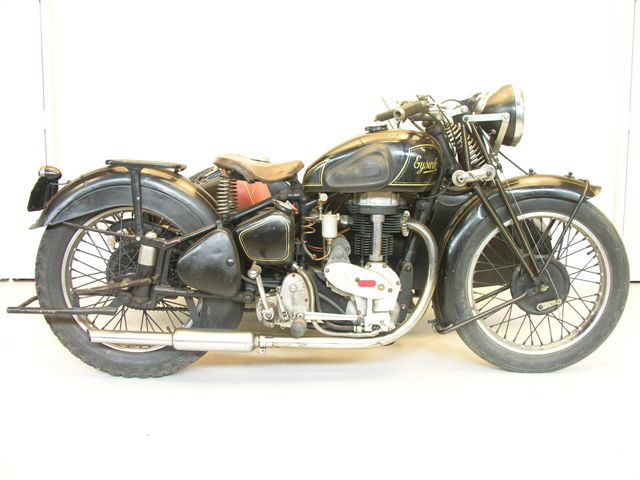
Eysink Alpenjager 1938

Eysink war ein niederländischer Hersteller von Fahrrädern, Automobilen und Motorrädern.

## Unternehmensgeschichte
Das Unternehmen Eysink Fabrieken N.V.  aus Amersfoort begann 1897 mit der Produktion von Automobilen. 1920 wurde die Autoproduktion eingestellt. Neben der Fertigung eigener Automobile wurden Einbaumotoren an Houlberg geliefert. 1956 endete die Motorradproduktion.

## Automobile
1897 entstand ein Prototyp mit einem Zweizylindermotor von Benz. 1899 begann die Serienfertigung mit einem Einzylindermodell, das mit einem Motor eigener Fertigung ausgestattet war. 1901 erschienen die Zweizylindermodelle 10 HK und 12 HK. 1904 folgten die Vierzylindermodelle 10/12 HK, 16/20 HK und 20/30 HK sowie das Sechszylindermodell 30/40 HK. 1912 erschien das Vierzylindermodell 6/8 HK mit Getriebe und Achsen von Malicet & Blin.
Ein Auto dieser Marke existiert noch.